# Thioacetamid
Thioacetamid ist das Amid der Thioessigsäure. Es besitzt die Summenformel C2H5NS und ist strukturell eng verwandt mit Acetamid.

## Herstellung
Thioacetamid kann aus Acetamid und Phosphorpentasulfid mit Benzol als Lösungsmittel hergestellt werden.

## Verwendung
Beim Erwärmen in wässriger Lösung zerfällt es zu Schwefelwasserstoff und Ammoniumacetat. Deshalb wird es im klassischen Kationentrennungsgang sowie in der gravimetrischen Kupferbestimmung zur In-situ-Erzeugung von Schwefelwasserstoff benutzt.

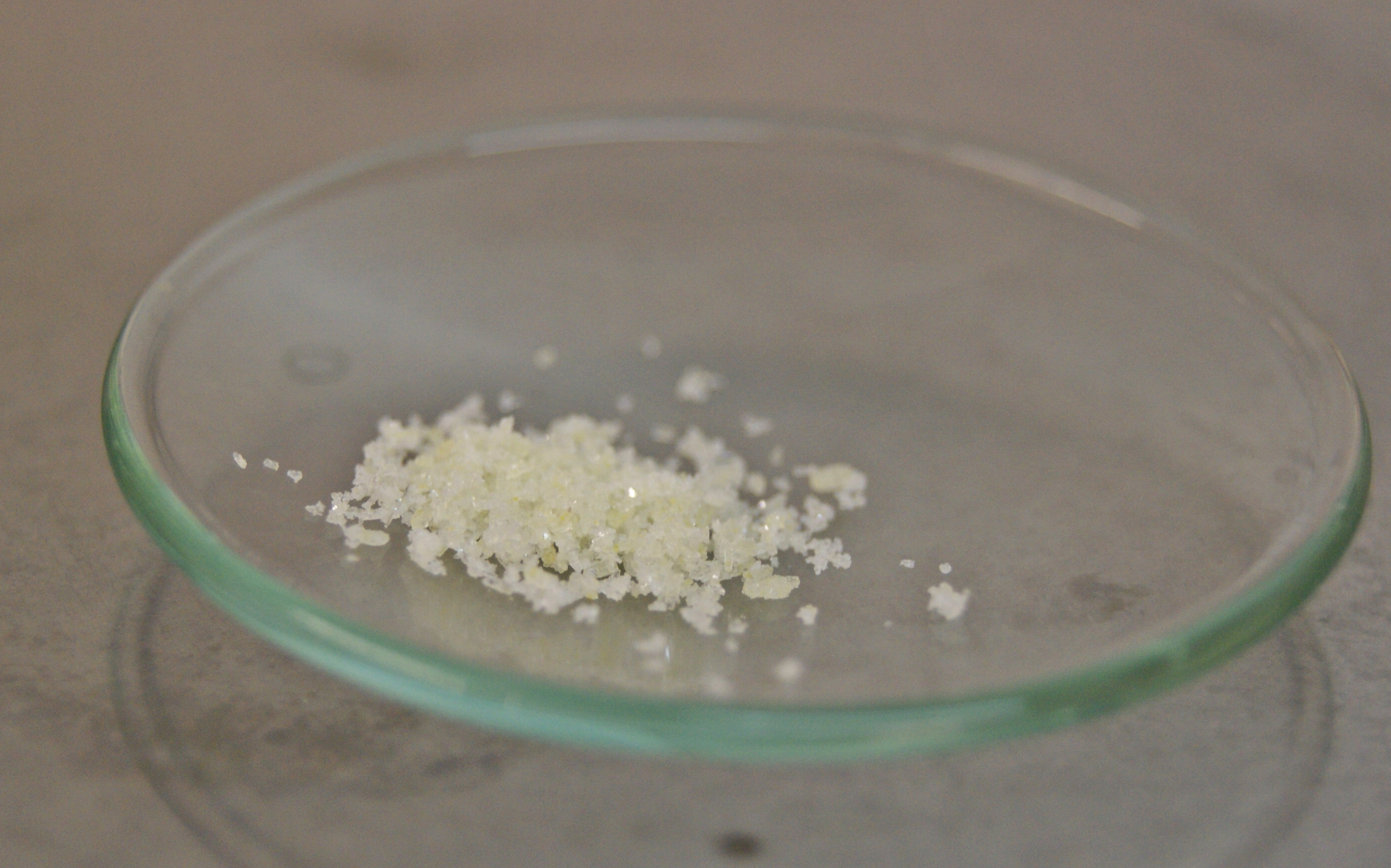
Thioacetamid auf einer Uhrglasschale

Vorteilhaft gegenüber dem direkten Einsatz von Schwefelwasserstoffgas ist die sehr bequeme Dosierung und Anwendung, der günstige Verlauf der homogenen Fällung und vor allem die Tatsache, dass kein giftiges H2S-Gas gelagert und eingesetzt werden muss.
Thioacetamid ist giftig und karzinogen, aber gut zu handhaben, da es sich um einen Feststoff handelt. Im Labor ist es meist die bessere Alternative, in der Technik wird nach wie vor das wesentlich preiswertere Schwefelwasserstoffgas verwendet.
TAA spielt auch eine Rolle als profibrogene Substanz zur Erforschung der Fibrose von Organen, speziell Leberfibrose und Zirrhose. Hier wird es zur Induktion von Leberschäden in Tiermodellen eingesetzt.